# トランプ最強の人生戦略
『トランプ最強の人生戦略』（とらんぷさいきょうのじんせいせんりゃく、Trump 101: The Way to Success）は、ドナルド・トランプの名義でメレディス・マカイヴァーがゴーストライターを務めた書籍である。初版は2006年にワイリーからハードカバーで出版された。本書には33章で構成され、トランプの発言を交えてビジネスセンスに関する助言が綴られている。著者はビジネス取引にみられる固有のリスクについて読者に注意を促し、争いが生じた場合には速やかに対処するよう読者に助言している。トランプは『孫子』や『積極的考え方の力』といった他の書籍、そして自身が経営するトランプ大学を本書で勧めている。
トランプは『ニューヨーク・タイムズ』紙のジャーナリストのティモシー・オブライエンの著書『TrumpNation』に関する訴訟の際の宣誓証言で本書の執筆過程を明かした。宣誓時に弁護士から質問された際、トランプは出版前に「非常に素早く」本を読んだため、本書に記されている彼の負債についてのゴーストライターの間違いには気付かなかったと主張した。
『ブックリスト』は本書がトランプの広報的機能を果たしていると指摘した上で、いくつかの有益な助言があると結論づけた。また別の批評では性差別的とされる内容が指摘された。

## 内容
『トランプ最強の人生戦略』は、トランプのビジネス見識に関するアドバイスとモチベーションが発信されている本である。本書は、自分自身を向上させる努力させる助言、適切なビジネスの機会を見極めること、新しいことに挑戦すること、交渉術、自分の直感から知恵を得る方法、失敗から学ぶこと、モチベーションを維持すること、高い目標を持ち続けること、情熱のない努力はやめることなど、計33章で構成されている。 著者は投資におけるリスクの要素について、「多くの場合、そのリスクはギャンブルに値するものだが、時には自分の許容量を超えてしまうこともある」と注意を促している。本書では、問題が巨大化する前に争いに対処するよう助言されている。また読者に対し、困難が発生した後にはすぐに自分の責任をとる訓練をすべきだと語っている。さらに自分の問題を他人のせいにしてばかりいる者を批判している。
本書では読者が他の本から知識を得ることを勧めており、アルベルト・アインシュタインとラルフ・ワルド・エマーソンの著作、孫武の『孫子』、ノーマン・ヴィンセント・ピールの『積極的考え方の力』、ウィリアム・マンチェスターの『The Last Lion: Winston Spencer Churchill』、そしてトランプ本人の自伝を挙げている。本書ではビジネス上の取引において、個人が自身の考えを明確かつ説得力のある方法で相手に説明することを提案している。トランプの美についての考え方も本書に記されており、「女性でも、建築物でも、芸術作品でも、美しさと優雅さは表層だけではない」と語っている。トランプはまた、不動産市場の先行きを予想するのが得意であると本書の中で述べている。トランプは個人の人生を向上させるための教育を提供したいという自身の願望を擁護し、自身が経営するトランプ大学を宣伝している。

## 執筆と出版
メレディス・マカイヴァーは、『トランプ最強の人生戦略』やその他のトランプの書籍でゴーストライターを務めており、彼女はトランプ・オーガナイゼーションによって「社内スタッフ・ライター」と説明されている。マカイヴァーはトランプと共にトランプ大学の内容を書いていた。その後、トランプ大学は『トランプ最強の人生戦略』の著作権を保有した。トランプとマカイヴァーが共著者としてクレジットされている書籍には『金のつくり方は億万長者に聞け! 大富豪トランプの金持ち入門』（2004年）、『Trump: Think Like a Billionaire』（2005年）、『Trump Never Give Up』（2008年）、『明日の成功者たちへ 勝利を呼び込む不屈の思考』（2009年）などがある。2007年、『ニューヨーク・タイムズ』のジャーナリストのティモシー・オブライエンの著書『TrumpNation』をめぐる訴訟の際、トランプは『トランプ最強の人生戦略』と『金のつくり方は億万長者に聞け!』のゴーストライティングの側面について語った。トランプが起こした訴訟の一環として行われた宣誓証言の中で、彼は両書の誤りの責任はマカイヴァーにあると述べた。トランプは本書に記されている自身の負債額90億ドルは不正確であり、マカイヴァーにより提出された原稿を読んだ際にはそれに気がつかなかったと主張し、「あっという間に呼んでしまった。気がつかなかった。訂正しようと思ったが、気がつかなかった」と述べた。トランプは質問する弁護士に対し、彼の名義で出版された本にマカイヴァーが書いた間違いについて、「私はそのことを筆者に伝え、そしたら彼女はまた書いてしまった。彼女はおそらく忘れてしまったのだろう。それについてぜひ彼女に質問して欲しい」と語った。

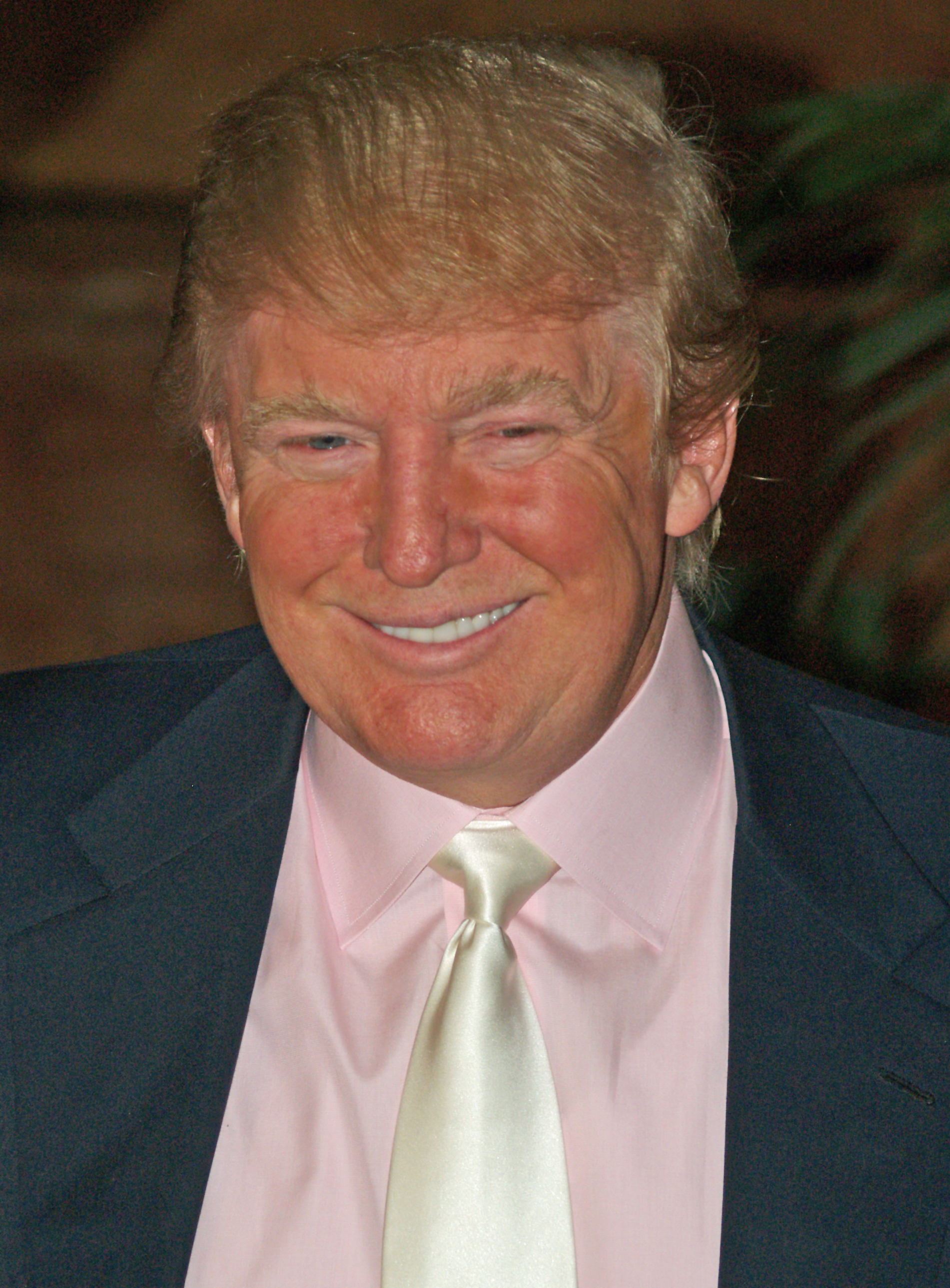
ドナルド・トランプ（2008年）

本書は2006年にワイリーよりハードカバーで出版された。オーディオブック版は2006年にタンター・メディアより発売され、声優のアラン・スクラーが朗読した。2007年にはワイリーより印刷版と電子版が発売された。英語以外では中国語版、トルコ語版、イタリア語、韓国語版、日本語版、ポーランド語版が出版された。2008年にはオーディオブックが再発売された。2010年にはオーディオブックの追加版が発売された。2016年、トランプは本書から200ドル以下の収益を計上した。

## 評価
『ブックリスト』に寄稿したメアリー・ホエイリーは本書を「注目度の高い広報活動であることは明らか」と評した。ホエイリーはまた、「トランプの洞察力とビジネス原則は貴重な教訓を与えてくれる」と認めた。『Bustle』は、本書の中に記されているトランプの女性観について批判的な記事を書いており、トランプが発した性差別的とされる言動の一覧で本書からの一文を第1位に挙げた。『Bustle』の別の記事でケンディル・カリーは、「（トランプは）ルノワールやトランプ・タワーの建築と同様に、女性にも値段があることを明らかにした。彼はおそらく、美人コンテストの優勝者を銀行か博物館に入れたいのだろう」と評した。また本書の一文は、『ハフポスト』のニーナ・バハドゥールによって「トランプによる女性についてのとんでもない発言」の一覧で第2位に挙げられた。